# Бог помер
 «Бог помер», або «Бог мертвий» (нім. Gott ist tot) — висловлювання Ніцше. З'явилося в книзі «Весела наука» написаній в 1881–1882 роках. З висловлюванням пов'язана метафора постмодерністської філософії — смерть бога . 
Зазвичай пов'язують із руйнуванням уявлень про наявність якогось гаранта існування людства, який перебуває за межами безпосереднього емпіричного життя, який містить в собі план історії, що додає сенс існуванню світу. Ідея про відсутність такого гаранта виникла як наслідок дискусії про виправдання Бога (див. Теодицея) і є однією з основних передумов сучасної європейської філософії. 
Бог мертвий: але така вже природа людей, що ще протягом тисячоліть, можливо, будуть існувати печери, в яких показують його тінь. — І ми — ми повинні перемогти також і його тінь!
Бог помер! Бог не воскресне! І ми його вбили! Як утішимося ми, вбивці з убивць! Ми замастили наші ножі кров'ю найсвятішої та наймогутнішої істоти, яке лише була у світі — хто змиє з нас цю кров?
Найбільша з нових подій — це те що «Бог помер» і що віра в християнського Бога стала чимось не вартим довіри — починає вже кидати на Європу свої перші тіні.

## До Ніцше
Мартін Гайдеггер у своїй роботі «Слова Ніцше „Бог мертвий“» наводить вислів Гегеля «про почуття, на яке спирається вся релігія нового часу, про почуття: сам Бог мертвий...» Крім того, Гайдеггер проводить паралель з відомою античною історією про смерть бога Пана. 

## У ніцшеанстві
Ніцше не вважав, що особистісний Бог коли-небудь жив, а потім помер у буквальному сенсі. Смерть Бога слід розуміти як моральну кризу людства, під час якої відбувається втрата віри в абсолютні моральні закони, космічний порядок. Ніцше пропонує переоцінити цінності та виявити більш глибинні пласти людської душі, ніж ті, на яких засноване християнство. 

## У Гайдеггера
Гайдеггер, як і Ніцше, звертався до теми «смерті Бога». Для Гайдеггера вона — кінець метафізики та період занепаду самої філософії. Бог — це «мета життя, що височіє над самим земним життям, і тим самим визначає його зверху і у відомому сенсі ззовні». 

## В теології
У 1960-х роках був утворений рух «Теотанатологів», до якого належали християни Г. Ваханян, П. ван Бурен, Т. Альтицер (автор книги «Смерть Бога. Євангеліє християнського атеїзму») та юдей Р. Рубенстайн. Деякі з них вимагали нового досвіду божественності, інші вважали, що Бог помер в буквальному сенсі або розчинився при створенні світу.

## У постмодернізмі
У постмодернізмі поняття Бога символізує наявність фінальної вичерпної причини, а метафора смерті бога, відповідно, — відмову від ідеї зовнішньої причини. 